# Eupselia beatella
Eupselia beatella là một loài the Oecophoridae thấy ở Úc.